# Hitzone 13
TMF Hitzone 13 is een verzamelalbum. Het album, onderdeel van de serie Hitzone, werd op 8 december 2000 uitgegeven door de Nederlandse muziekzender TMF. TMF Hitzone 13 belandde op de 1e plaats in de Verzamelalbum Top 30 en wist deze positie twee weken te behouden.

## Nummers
| Nr. | Titel                                 | Uitvoerend artiest              | Duur |
| --- | ------------------------------------- | ------------------------------- | ---- |
| 1.  | Beautiful Day                         | U2                              | 4:03 |
| 2.  | I Wish                                | R. Kelly                        | 5:23 |
| 3.  | Who Let the Dogs Out                  | Baha Men                        | 3:17 |
| 4.  | Luna                                  | Alessandro Safina               | 3:58 |
| 5.  | My Love                               | Westlife                        | 3:51 |
| 6.  | Stronger                              | Britney Spears                  | 3:23 |
| 7.  | Oh Bambolero                          | Jody Bernal                     | 3:38 |
| 8.  | Holler                                | Spice Girls                     | 3:53 |
| 9.  | Gotta Tell You                        | Samantha Mumba                  | 3:20 |
| 10. | Case of the Ex                        | Mýa                             | 3:56 |
| 11. | Come On Over Baby (All I Want Is You) | Christina Aguilera              | 3:23 |
| 12. | Kids                                  | Robbie Williams & Kylie Minogue | 4:36 |
| 13. | Can You Handle Me                     | Kane                            | 3:20 |
| 14. | Kryptonite                            | 3 Doors Down                    | 3:54 |
| 15. | Follow That Dream                     | Follow That Dream               | 3:20 |
| 16. | Feel the Beat                         | Darude                          | 4:17 |
| 17. | Overload                              | Sugababes                       | 4:36 |
| 18. | This I Promise You                    | *NSYNC                          | 4:42 |
| 19. | Spanish Guitar                        | Toni Braxton                    | 4:26 |
| 20. | Wêr bisto (bonustrack)                | Twarres                         | 3:46 |